# Santuari de Nostra Senyora de San Luca

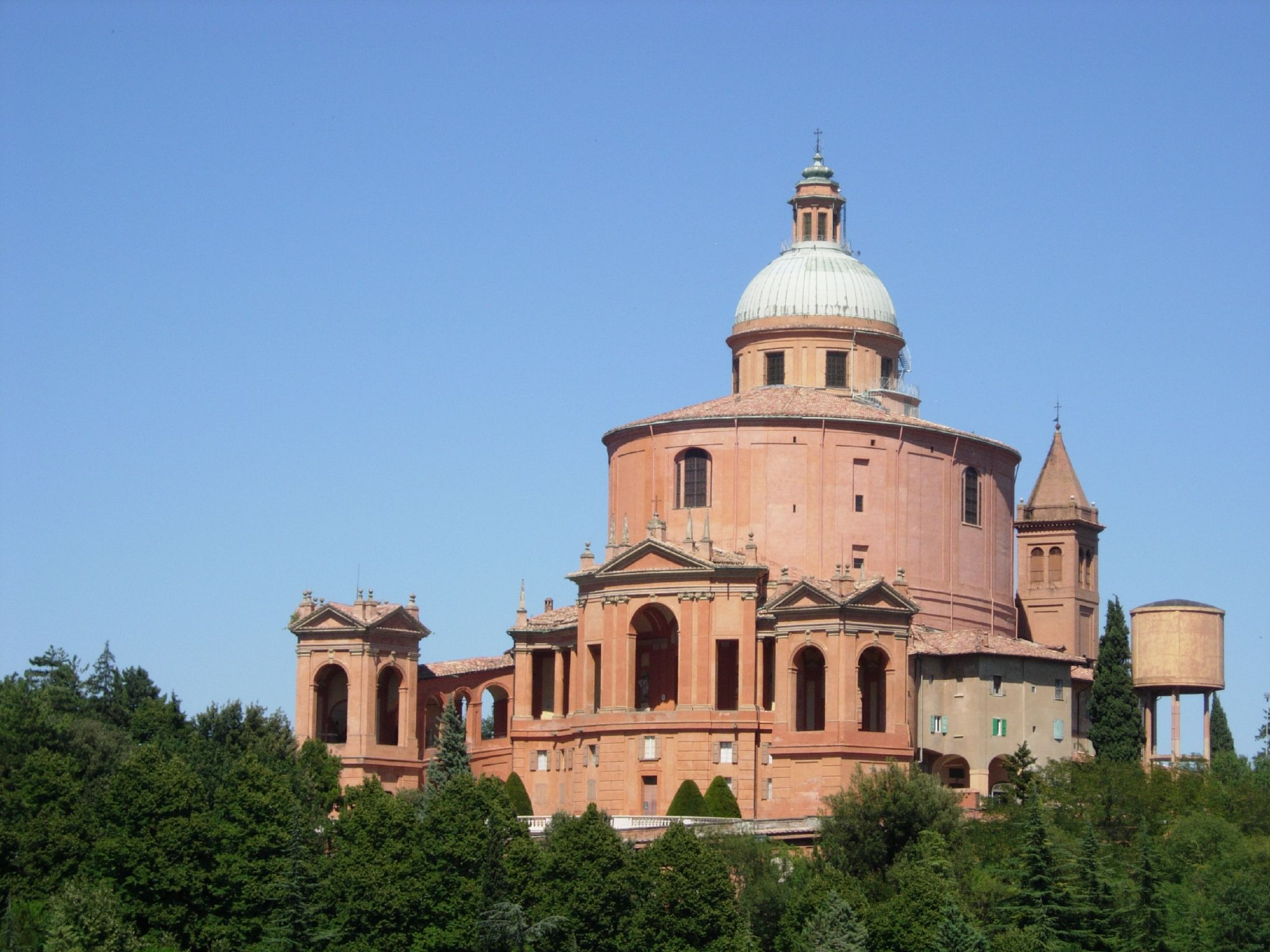
Nostra Senyora de San Luca sobre el cim de Colle della Guardia

El Santuari de Nostra Senyora de San Luca (en italià Santuario della Madonna di San Luca) és un santuari catòlic situat sobre el Colle della Guardia, un promontori cobert parcialment per boscos d'uns 300 msnm al sud-oest del centre històric de la ciutat de Bolonya, a Itàlia.
És un important santuari dins la història bolonyesa, des dels seus orígens, com a meta d'una peregrinació per venerar la icona de la marededeu amb el nen anomenat San Luca. S'arriba al santuari per la Porta Saragozza a través d'una llarga i característica columnata, que creua la via Saragozza amb l'Arc del Meloncello (1732).

## Història
La història del santuari està unida a la icona que va donar origen a la fundació del santuari i esdevingué durant segles un lloc de peregrinació.

### La llegenda de Teocle

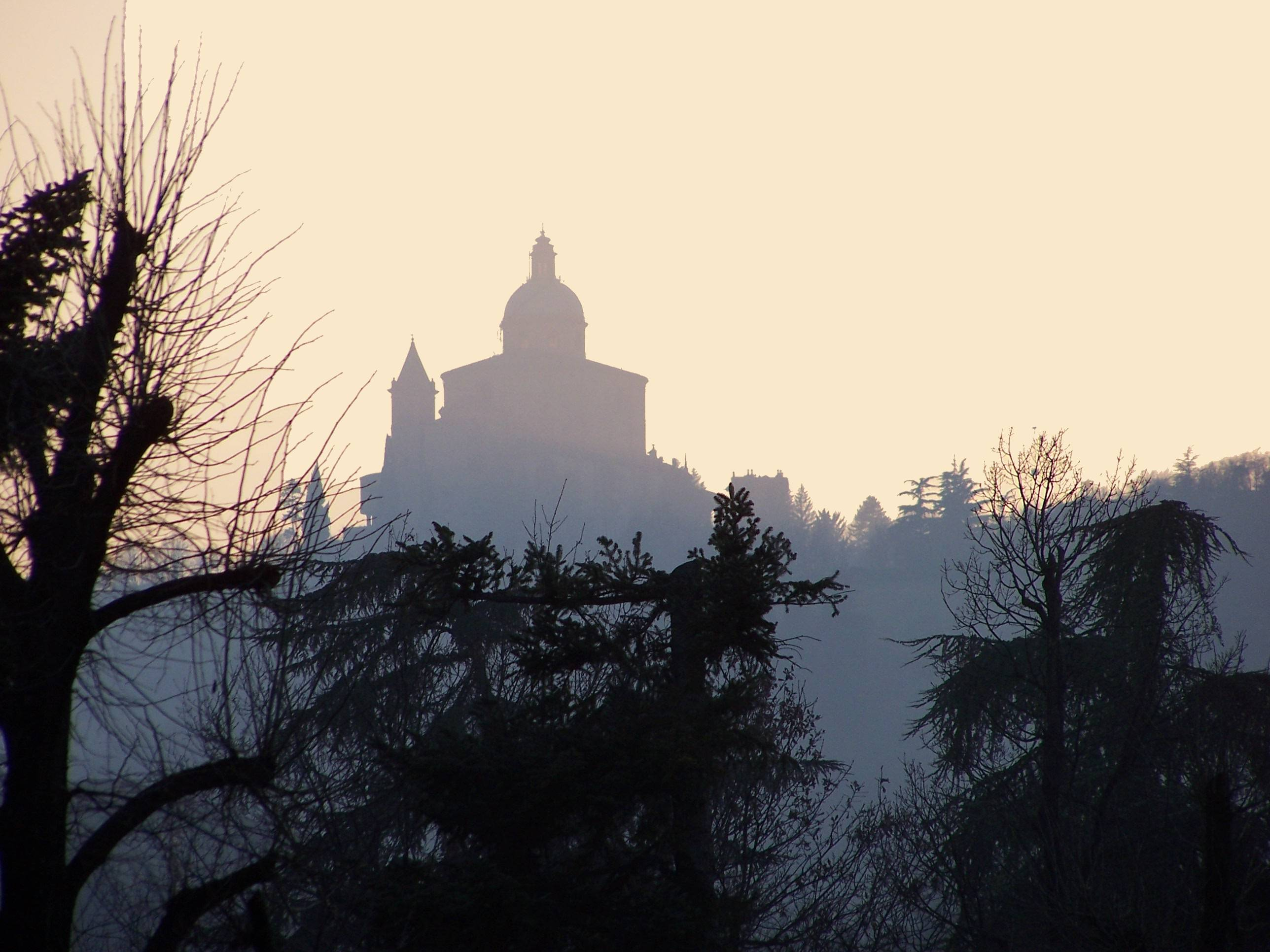
Vista de San Luca

La llegenda que conta l'arribada de la icona que representa la marededeu amb el nen apareix tardanament en la crònica de Graziolo Accarisi, jurisconsult bolonyés del segle XV. Aquest narra la història d'un pelegrí ermità grec que, en peregrinació a Constantinoble, hauria rebut dels sacerdots de la basílica de Santa Sofia la pintura atribuïda a l'evangelista Lluc, perquè la dugués al "Mont de la Guàrdia", com se n'indicava en la inscripció. L'eremita, doncs, es dirigí a Itàlia buscant el Mont de la Guàrdia. A Roma va saber, pel senador bolonyés Pascipovero, que tal muntanya es trobava a la rodalia de Bolonya. Quan va arribar a la ciutat emiliana l'acolliren les autoritats ciutadanes i el quadre de la Mare de Déu i del Nen fou dut en processó al cim de la muntanya.
Amb el temps la llegenda es va enriquir amb detalls fantàstics i suposicions dels cronistes. El primer en fou el 1539, Leandro Alberti, que va manar publicar la Cronichetta della gloriosa Madonna di S. Luca del Monte della Guardia di Bolonya, en què suposava com a data d'arribada de la icona l'any 1160. El frare Tommaso Ferrari, el 1604, hi afegí que la icona la dugué a la muntanya el bisbe bolonyés Gerardo Grassi. En acabant, hi ha un document fals, escrit probablement per Carlo Antonio Baroni (1647-1704) amb data de 8 de maig de 1160, que relata el lliurament de la icona de part del bisbe Grassi a dues germanes, Azzolina i Beatrice, filles de Rambertino Guezi, fundadores el 1143 d'una ermita al turó de la Guàrdia, consistent en una cabana i una petita capella dedicada a sant Lluc. Aquest document espuri dona també nom al pelegrí: Teocle Kmnya (o Kamnia).

### Angelica Bonfantini i Santa Maria della Guardia
Els documents considerats autèntics ens parlen d'una figura femenina, Angelica Bonfantini, filla de Caicle di Bonfantino i de Bolonya di Gherardo Guezi, que, com apareix en un document datat del 30 de juliol de 1192, decidí viure com a ermitana al Mont de la Guàrdia, amb el propòsit de construir-hi un oratori i una església. Professà els vots femenins de Santa Maria di Reno, que donaren uns terrenys de la seua propietat al turó de la Guàrdia, demanant a canvi d'ajuda per a la construcció de l'església i alimentació de la monja.
A l'any següent, Angelica cridà l'atenció de Celestí III, que amb un document datat del 24 d'agost de 1193 ordena al bisbe de Bolonya, Gerardo de Gisla, posar la primera pedra de la "nova església que es construirà a la muntanya de la Guàrdia", duta des de Roma i beneïda pel papa. Aquesta pedra fou posada el 25 de maig del 1194.

#### La disputa amb els canonges
El santuari aviat esdevingué un lloc de peregrinació i, a causa de la creixent importància, va sorgir una disputa entre Angelica i el clergat de Santa Maria di Reno per l'acte de donació de 1192. Els canonges sostenien que Angelica, com a monja, s'hauria de subordinar a la seua congregació i renunciar als drets sobre la comunitat d'ermitanes. Angelica va reaccionar reivindicant-ne els drets, incloent-hi els econòmics. La controvèrsia feu que Angelica demanàs la intervenció del papa, al qual es va dirigir en persona set vegades abans que la disputa es resolgués.
Una primera sentència a favor d'Angelica la dictà el 25 de febrer de 1195 Celestí III, a la qual s'oposaren els canonges. Angelica anà a Roma i va obtenir una altra butla, que obligava el bisbe de Bolonya i l'abat del convent di Santi Naborre i Felice a imposar obediència als canonges de Santa Maria di Reno. El clergat, però, gràcies als suports que tenia en la cúria romana, rebutjà novament la butla, argumentant-hi tecnicismes jurídics.
La disputa arribà a un punt decisiu quan el papa, amb una butla datada del 20 de novembre del 1197, prenia sota la seua protecció "l'església i les persones, amb tots els béns que inclou", a canvi d'un tribut anual d'un lliura d'encens.
Aquest acte, tot i fer l'ermita de la Guarda dependent de facto del pontífex, no resolia que, de iure, aquesta era una branca femenina dels canonges de Santa Maria di Reno.
El 8 de gener del 1198 Celestí III morí i fou papa Innocenci III, el qual confirmà la protecció papal i resolgué el litigi, establint que l'acord d'Angelica amb els canonges s'havia de considerar una simple promesa. Els clergues hi apel·laren altra volta fins a arribar a un acord.
La controvèrsia acabà el 13 de març de 1206 amb la cessió de terrenys, església i drets d'Angelica als canonges.
Angelica presentà el 1210 una llista dels danys econòmics patits per la disputa amb els canonges de Santa Maria di Reno, que incloïa la suma de 1.000 lires bolonyeses.
Després de la mort d'Angelica, al 1244, el cardenal Ottaviano Ubaldini donà la gestió de l'església a unes agustines provinents de l'ermita de Rozzano. El 28 de gener de 1258 obtingueren d'Alexandre IV l'exempció de l'ermita del control del bisbe de Bolonya. El litigi tornà breument al 1271, sense cap resultat.

### La subordinació al monestir de San Mattia
El 1278, per desig del cardenal Latino, les agustines foren afiliades a l'orde dominic.(5) El 1290 permeteren a les monges edificar fora de la Porta Saragozza (on hui és l'església de San Giuseppe) un nou monestir dedicat a San Mattia, destruït el 1357 però reconstruït dins els murs de la ciutat el 1376. Les dues comunitats de monges eren governades per una vicaria ajudada per nou religioses, que es tornaven a cada dos anys. A causa de la prosperitat del monestir de San Mattia, el març de 1438 el papa Eugeni IV ordenà que Santa Maria della Guardia li fos subordinada.(5)

### El "miracle de la pluja" i la remodelació delseglexv
Després d'anys de decadència, per la inestabilitat política bolonyesa i la seua posició apartada, el santuari conegué un nou període de fortuna gràcies a la peregrinació després del "miracle de la pluja", del 5 de juliol de 1433, quan una processó que duia la icona a la ciutat va detenir les pluges primaverals que amenaçaven de danyar les collites.
Les nombroses donacions de particulars i de la Compagnia di Santa Maria della Morte (a la qual es tenia confiada la imatge sacra durant la seua permanència a la ciutat) permeteren el 1481 renovar completament l'edifici, un espai rectangular, cobert per una volta de creueria i amb una capella de planta poligonal on era custodiada la icona. Al costat sud romania el monestir, on hi havia les monges provinents del monestir de San Mattia, encarregades de la custòdia del santuari.

### Ampliacions posteriors
Entre 1603 i 1623 s'amplià i decorà la capella major, i entre 1609 i 1616 se'n reconstruí el campanar. Gràcies al llegat testamentari del cardenal Lazzaro Pallavicini, el 1609 s'amplià l'església, i s'hi afegiren quatre capelles laterals.
Des del 1708 els treballs els dirigiren Carlo Francesco Dotti i Donato Fasano, que realitzaren una nova capella major, guarnida per un nou altar barroc en marbre policrom, projectat per Giovanni Antonio Ferri i construït pel paleta Rangheri. Les obres s'acabaren el 1713.

### L'edifici actual

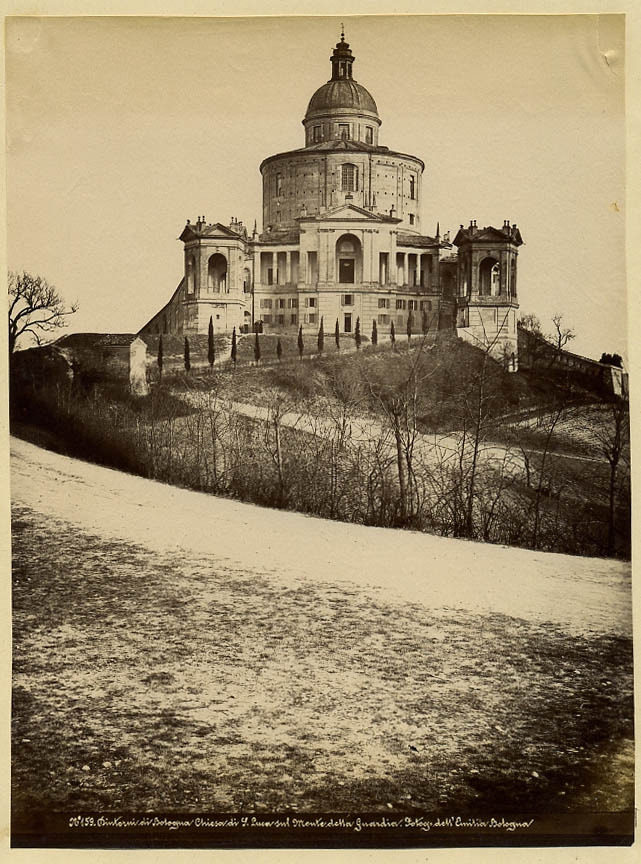
El santuari en una fotografia de Pietro Poppi (1833-1914)

L'edifici actual és el resultat d'una nova intervenció, més radical, decidida el 1723, que contrasta la nova capella major i la resta de la construcció. Aquesta va ser demolida i reconstruïda sota la guia del mateix Carlo Francesco Dotti, seguint la idea del frare servita Andrea Sacchi, que hi incloïa una planta oval. Els murs del nou complex s'alçaren al voltant del vell edifici, que fou abatut al 1743. Se n'acabà la decoració interna el 1748 i l'any següent fou fraccionada la capella major.
El 25 de març de 1765, després de 42 anys de treballs, el cardenal Vincenzo Malvezzi va inaugurar el nou santuari. La cúpula, la façana i les tribunes externes laterals les acabà Giovanni Giacomo Dotti el 1774.
Les lleis napoleòniques van abolir, l'11 de febrer de 1799, el monestir dominicà de San Mattia i les monges, que estaven encarregades del santuari, van haver d'abandonar-lo. Les succeïren els dominics fins al 1824, quan fou subordinat directament a l'arquebisbe pel cardenal Carlo Opizzoni. És des de llavors que el santuari ha estat administrat per sacerdots diocesans dirigits per un vicari arquebisbal.
El 1815 es va revestir amb marbre la capella major i se'n construïren nous altars en marbre, dissenyats per Angelo Venturoli.
El santuari de San Luca fou declarat Monument nacional el 1874 i fou declarat basílica menor pel papa Pius X el 1907.
Entre 1922 i 1950 se'n decorà la cúpula. La plaça frontal es fraccionà entre 1930 i 1950 per desig del cardenal Giovanni Battista Nasalli Rocca.
Entre 1930 i 1994 hi hagué al santuari un orfenat femení, primer a les estances sota el santuari mateix i després es transferí a una nova construcció al llarg del pòrtic, encara anomenada "de les orfenetes".
Del 1931 al 1976 es podia arribar al santuari amb un telefèric, hui desmantellat.

## El santuari

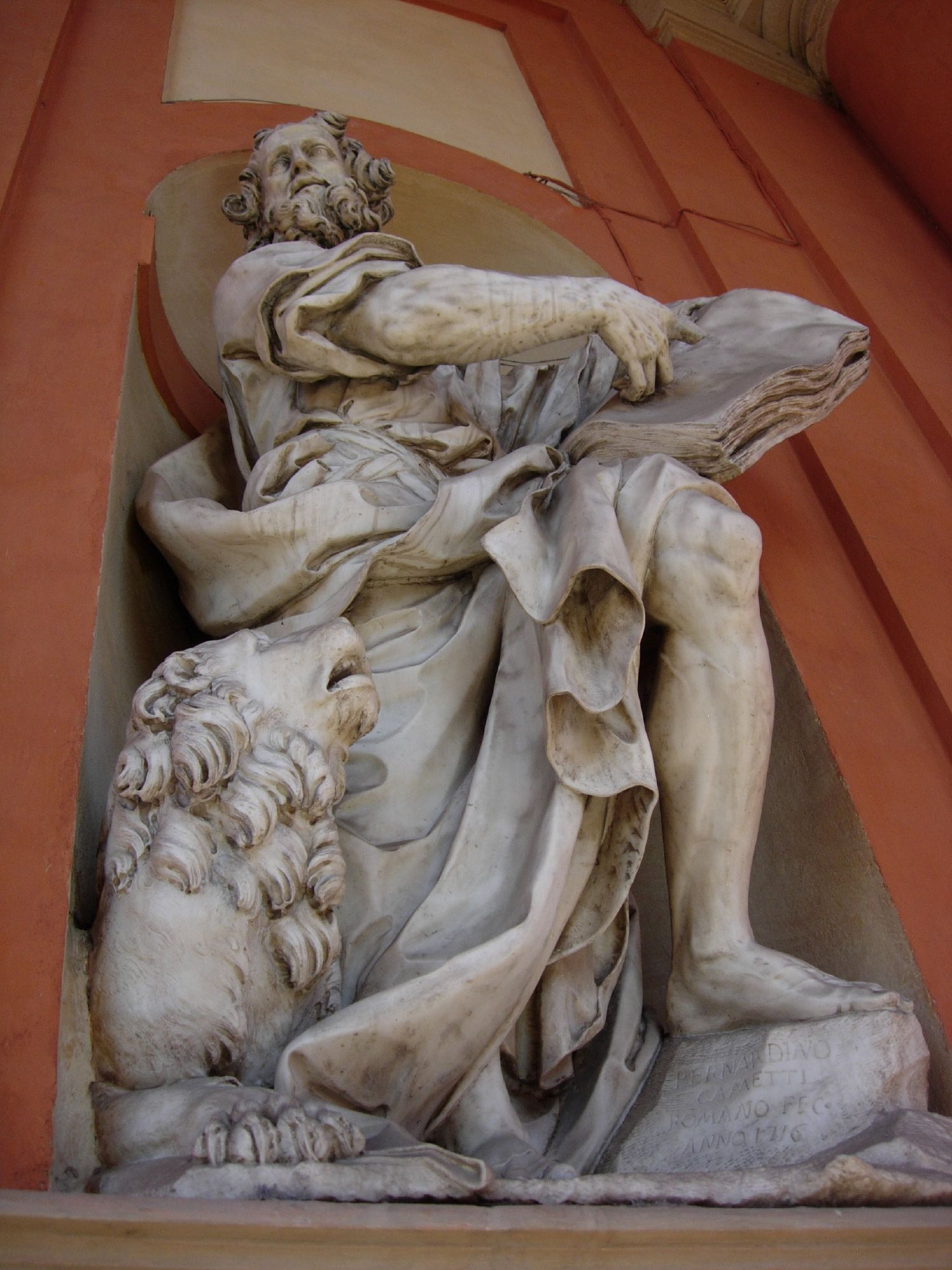
L'estàtua de San Marco di Cametti

### L'exterior
L'estil dominant n'és el barroc, present en les formes i volums curvilinis alternats amb contínues protuberàncies i buits. El cos de l'edifici està constituït per un grandíssim cimbori el·líptic, cobert per una gran cúpula amb llanternó.
La façana està constituïda per una estructura que sobresurt modelada d'acord amb les formes clàssiques del prónaos: una sèrie de pilastres gegants d'orde jònic sostenen un frontó, sota el qual s'obri un arc central. El pòrtic conté dues ales curvilínias que tanquen la plaça frontal i que acaben en dues tribunes pentagonals en forma de edicle. El portal és flanquejat per les estàtues de San Luca i Marc de Bernardino Cametti, realitzades el 1716 i originàriament col·locades al presbiteri.
El cos del vell monestir dominic i el campanar s'incorporen al costat sud de la construcció.

### L'interior

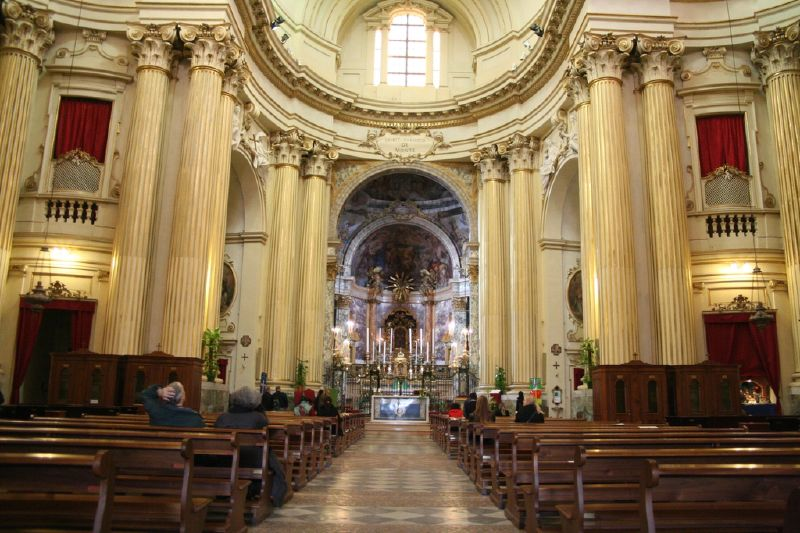
L'interior del santuari

L'interior es caracteritza per una planta el·líptica sobre la qual s'insereix una creu grega (formada per l'eix central i per les dues capelles majors laterals) i presenta un presbiteri, sobre el pinacle del qual hi ha la icona de la marededeu amb el nen. Els arcs principals són sostinguts per tres columnes corínties.
El santuari conté els retaules de:
- Donato Creti (L'Incoronazione della Vergine, segona capella a la dreta, i La Vergine e i Santi Patroni di Bolonya, segona capella a l'esquerra)
- Guido Reni (La Madonna del Rosário, tercera capella a la dreta),
- Guercino (una versió del Cristo che appare alla Madre, sagristia major)
- Domenico Pestrini (sagristia major)

Els frescs són de Vittorio Maria Bigari (capella major) i de Giuseppe Cassioli (cúpula). Els estucs són d'Antonio Borrelli i Giovanni Calegari, amb les estàtues d'Angelo Gabriello Piò.

### El pòrtic

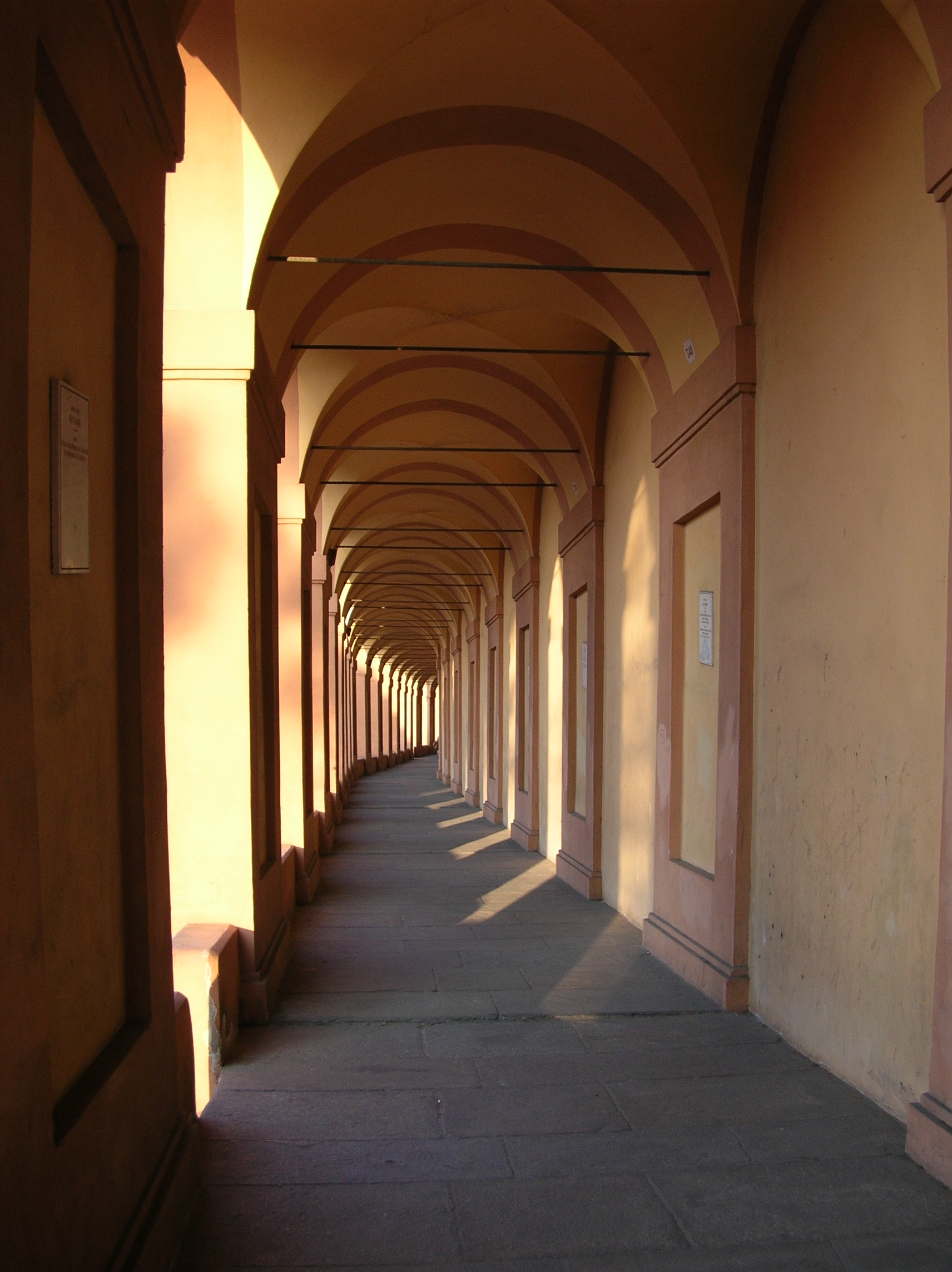
Un angle del pòrtic de San Luca

El carrer que, pujant pel turó de Guardia, duu al santuari, fou empedrat al 1589 pel govern de la ciutat. El costum dels pelegrins de penjar imatges amb els misteris del rosari als arbres durant el recorregut feu que al segle xvii la vicària Olimpia Boccaferria hi construís 15 capelles.
Amb l'augment de pelegrins, es va construir un llarguíssim pòrtic, per protegir els pelegrins de la pluja. Un primer projecte el feu Camillo Saccenti el 1655, però l'escassesa de recursos obligà a abandonar el projecte, reprès el 1673 per un grup de particulars (entre els quals, el capellà de l'Hospital de pelegrins de San Biagio, lodovico Zenaroli, i el marqués Girolamo Albergati, membre de Santa Maria della Morte). En la construcció participaren ciutadans de totes les classes des de 1674 fins al 1793, sota la direcció de l'arquitecte Gian Giacomo Monti i Carlo Francesco Dotti, que projectà l'Arc del Meloncello el 1721.(12)
El pòrtic consta de 666 arcs i 15 capelles: amb 3,796 km sembla ser el pòrtic més llarg del món.

### La icona

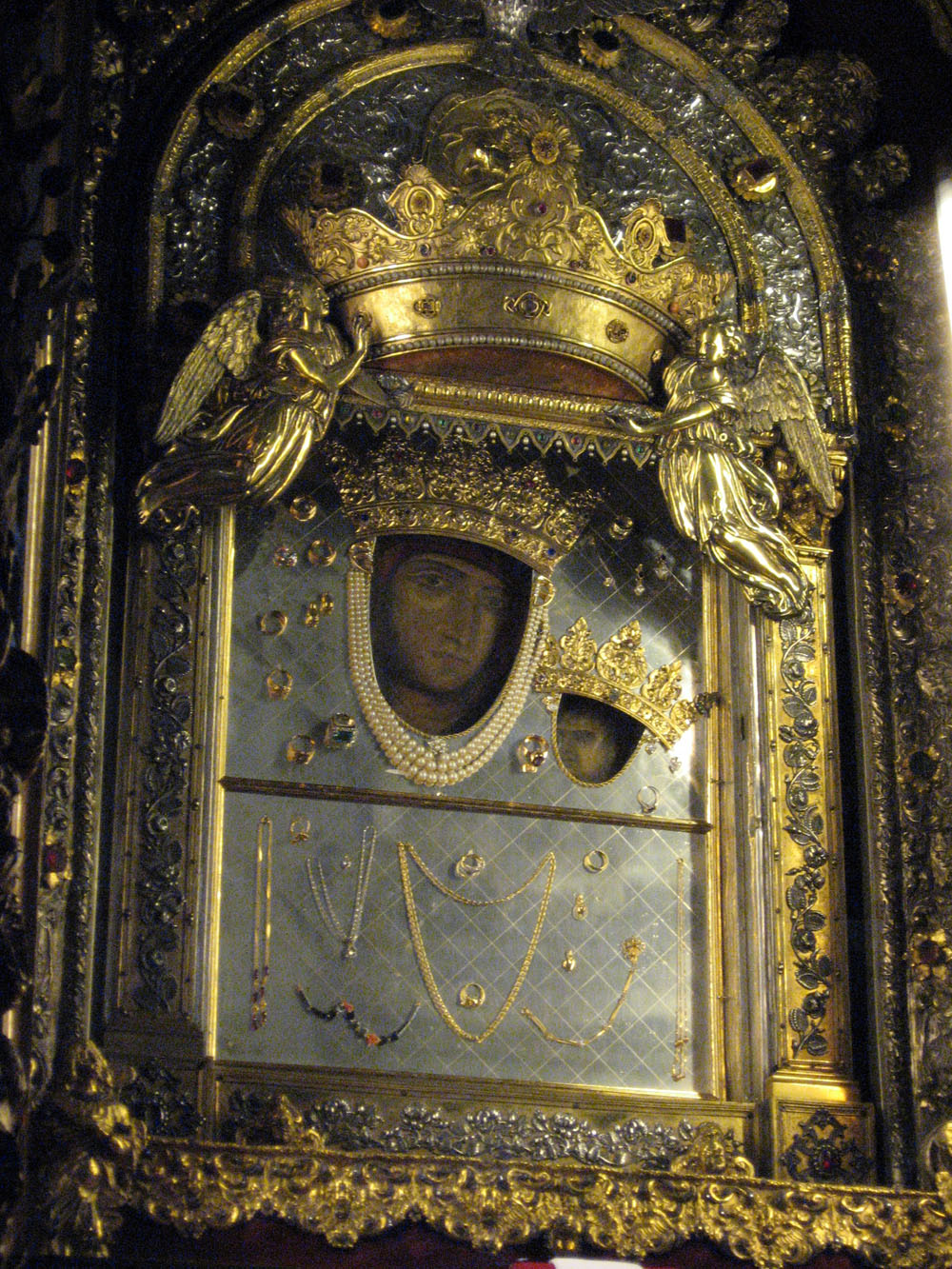
Icona de Nostra Senyora de San Luca

Centre de devoció popular, la icona representa una marededeu amb el nen Arxivat 2016-03-04 a Wayback Machine. segons la clàssica iconografia oriental de tipus hodegetria, que vol dir "La que mostra el camí", considerada la "Mare de Déu dels viatgers".
La versió actualment visible de la icona, segurament d'entre la fi del segle xii i primeria del XIII, sembla occidental, però pertanyent a un ambient cultural bizantinitzant, com ho és gran part de la cultura figurativa del període.
La imatge fa 65 x 57 cm i té un espessor d'uns 2 cm. Està realitzada amb tremp d'ou i pa d'or aplicat sobre un tauler de pollancre, al qual s'afigen dos taulers superiors d'om i castanyer.
D'acord amb alguns estudis, alguns radiogràfics, es va notar l'existència d'una altra pintura, més antiga, sota la imatge visible.(14) L'estil, en aquest cas, és bizantí i presenta nombroses afinitats amb la còpies de la Mare de Déu de Santa Sofia d'Istanbul datades d'entre el segle X i l'XI. El suposat origen oriental de la primera pintura també és recolzat per l'ús d'indi per als vestits de la marededeu en ús a Àsia Menor, però no a Itàlia.
El 1603 la icona fou coronada per l'arquebisbe Alfonso Paleotti. Des del 1625 la pintura està recoberta per una làmina d'argent que deixa descoberts només els rostres, obra de Jan Jacobs de Brussel·les. El 1857 van rebre una preciosa diadema de Pius IX.

## Galeria d'imatges

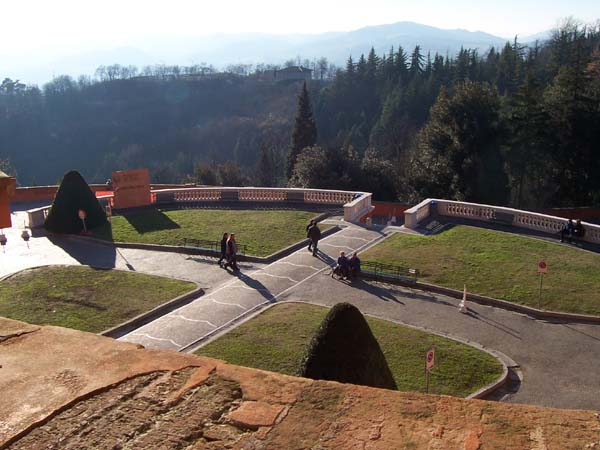
La plaça del santuari i al fons el turó de Guardia
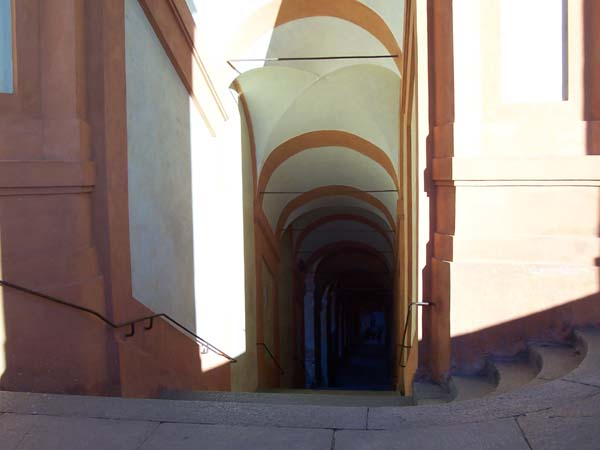
Un angle del pòrtic de San Luca
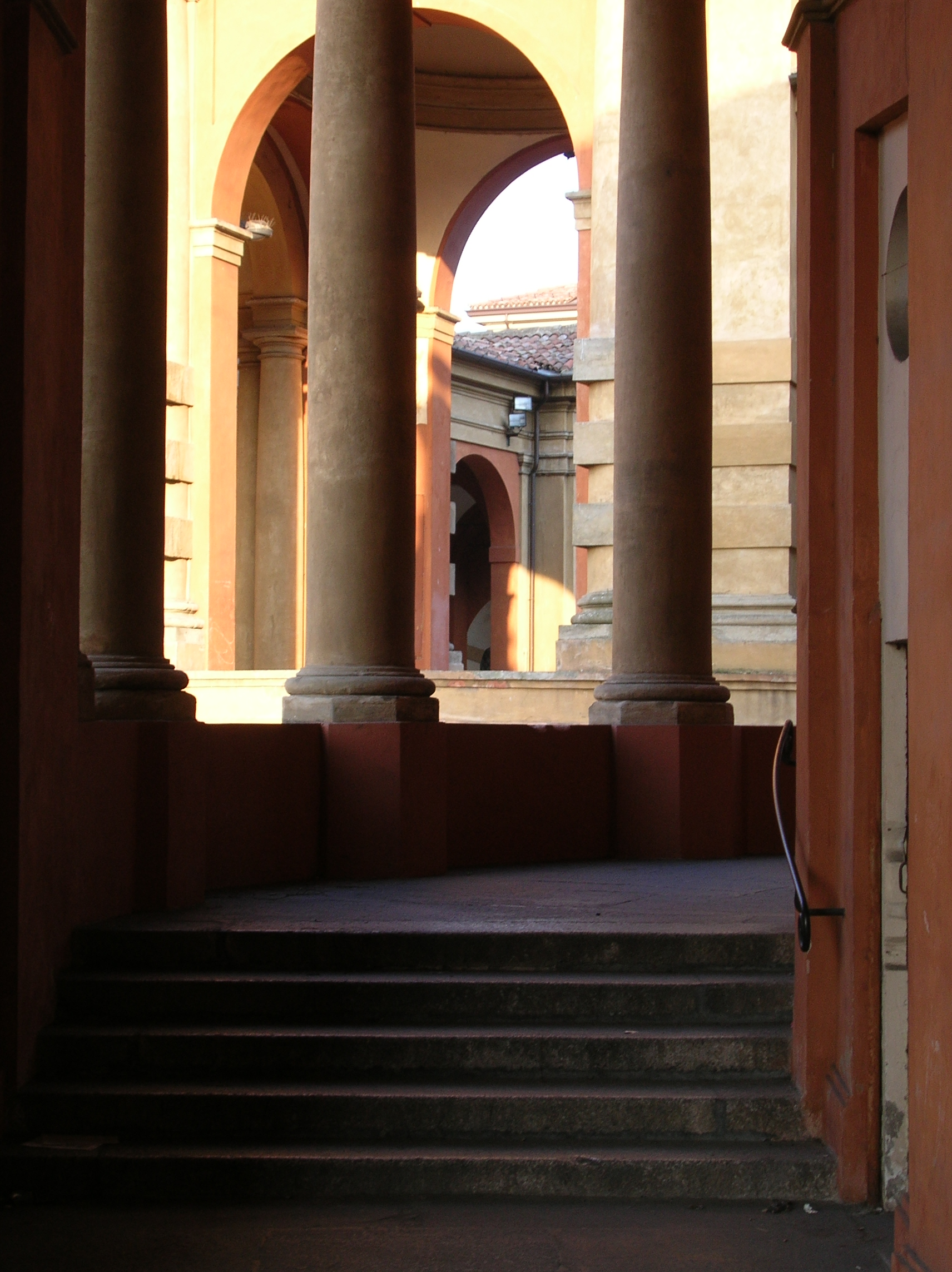
Pòrtic de San Luca, arc del Meloncello
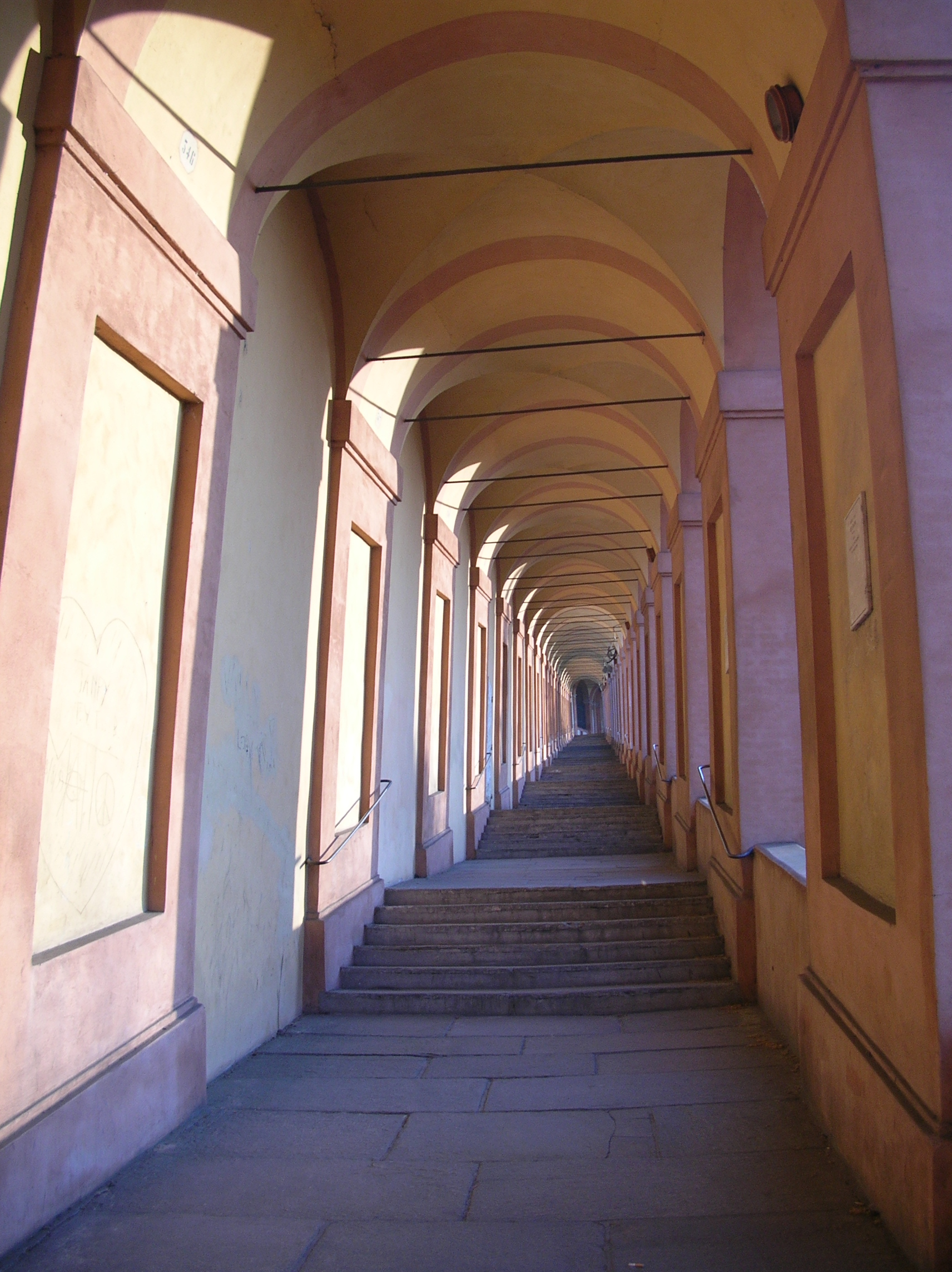
Pòrtic de San Luca
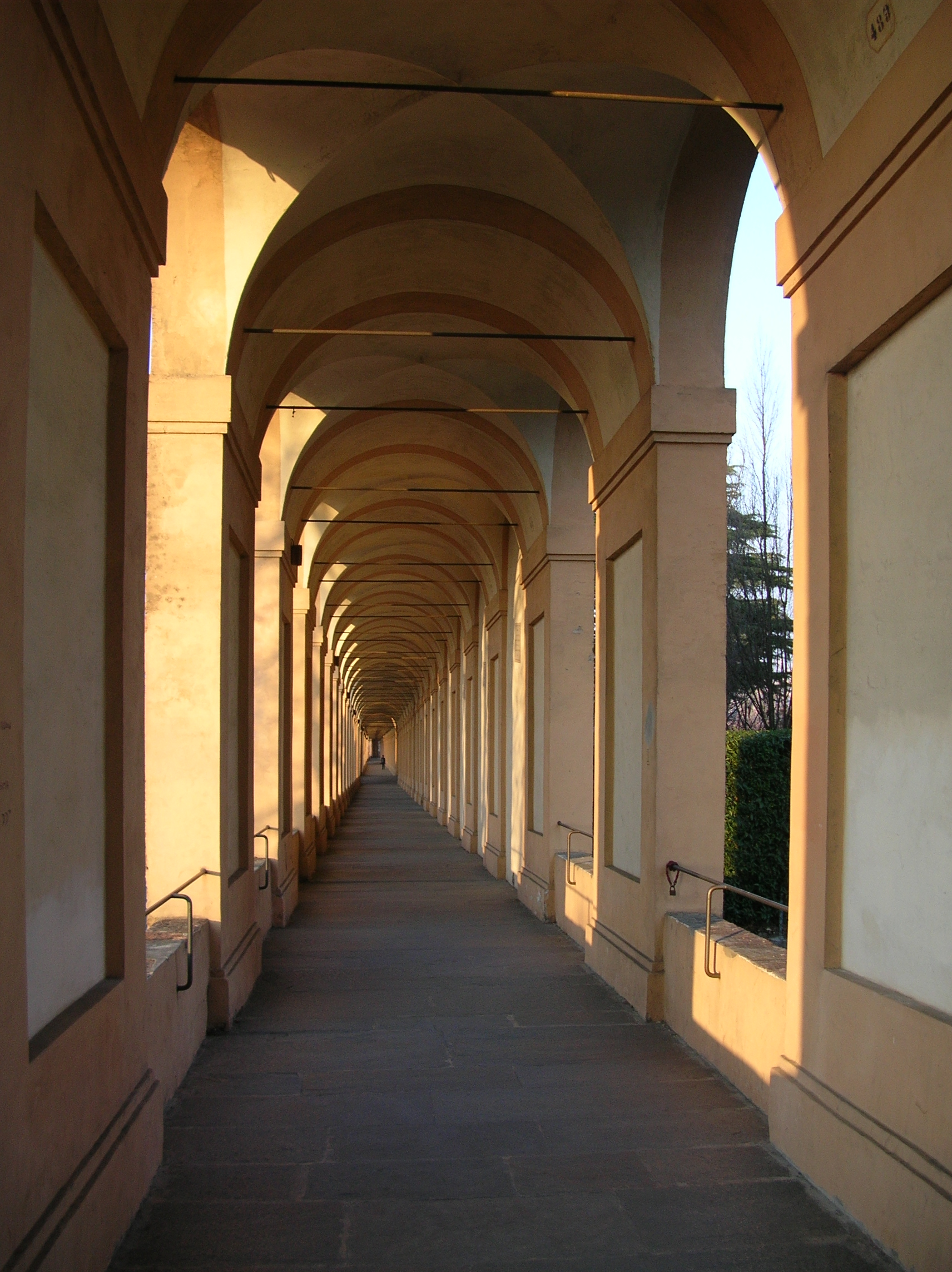
Pòrtic de San Luca
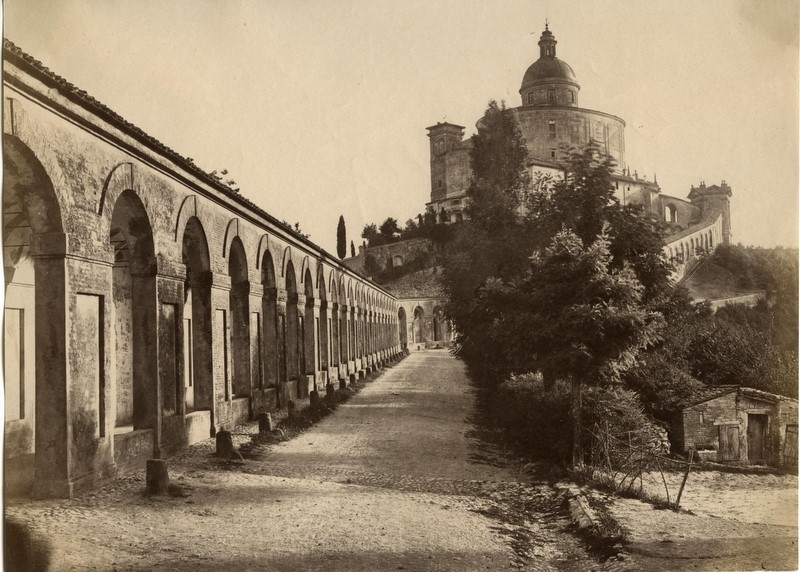
Pòrtic i santuari de San Luca
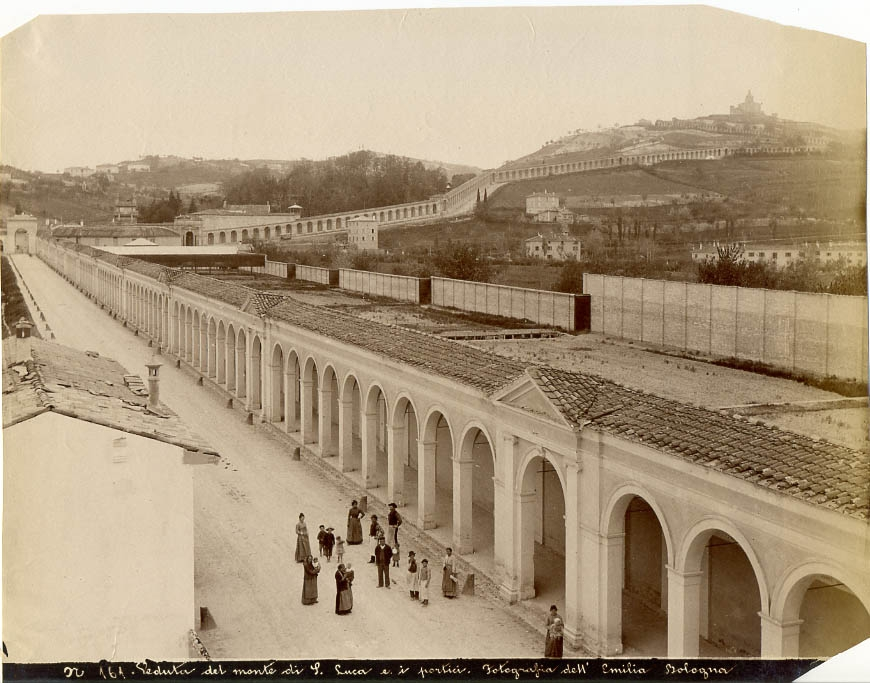
El pòrtic des de l'Arc Guidi, prop de modern Stadio Dall'Ara
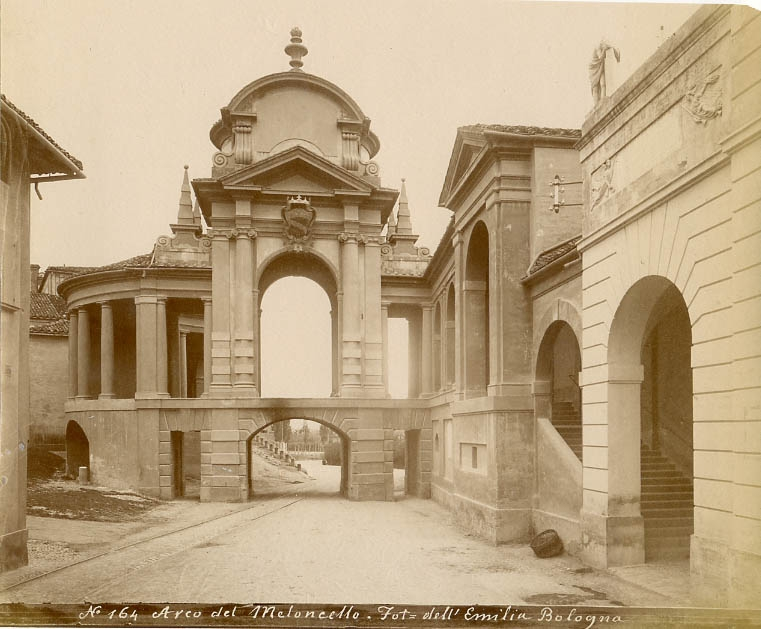
Arc del Meloncello